# Douglas Chiarotti
Douglas Chiarotti (Santo André, 10 de novembro de 1970) é um ex-voleibolista brasileiro, que atuou na posição de meio-de-rede ou central tanto na seleção brasileira e, representando-a, conquistou a primeira medalha de ouro olímpica para o esporte coletivo do Brasil, fazendo parte da Geração Dourada que obteve o título na Olimpíada de Barcelona 1992, na Espanha. Ainda pela seleção brasileira conquistou vários títulos e resultados importantes para o país, como a prata no Pan de Winnipeg de 1999. Atualmente é treinador de voleibol no Brasil.

## Carreira
Em 1983 inicia sua carreira no Clube Atlético Pirelli. Na trajetória pela seleção brasileira já era convocado desde 1988 para categoria de base, conquistando ouro no Sul-Americano Sub-21 de 1988 e ficando com o bronze Sul-Americano Sub-21 de 1989 e pela seleção adulta conquistou ouro no Sul-Americano de 1991.
O marco de sua carreira pela seleção brasileira se deu com a inédita medalha de ouro para esporte coletivo brasileiro na Olimpíada de Barcelona de 1992, fazendo parte de uma equipe de jovens talentos, apelidade de Geração de Ouro.Ainda neste ano foi campeão do World Super Four de 1992 realizado no Japão. No ano seguinte a jovem seleção de ouro olímpica conquistou seu primeiro título da Liga Mundial de Voleibol de 1993.
Integrando a seleção em 1994 conquistou o bronze na Liga Mundial de Voleibol de 1994. No ano seguinte a prata da Liga Mundial de Voleibol de 1995; já em 1997 servindo também a seleção, não subiu ao pódio nesta edição da Liga Mundial, mas conquistou o ouro na Copa dos Campeões de Voleibol Masculino de 1997 e no Sul-Americano no mesmo ano; no ano seguinte na Copa América de Voleibol de 1998 conquista o ouro também pela seleção e em 1999 conquistou o bicampeonato da Copa América Em 1999 conquistou novo bronze na Liga Mundial de Voleibol de 1999.Neste mesmo ano representou o Brasil no Sul-Americano, no qual sagrou-se campeão , conquistou o ouro nos Pan de Winnipeg conquistou a medalha de prata desta competição.
Pela seleção brasileira repetiu em 2000 o mesmo resultado da edição passada da Liga Mundial, voltando ao lugar mais alto do pódio na Liga Mundial de Voleibol de 2001.E disputou sua segunda edição esteve na edição da Olimpíada de Sydney de 2000, a equipe não obteve sucesso, terminando na sexta colocação. Na temporada 2000-01 sagrou-se campeão da referida edição da superliga pelo Telemig Celular/Minas, faturando o bicampeonato na temporada 2001-02, fato que se repetiria na Superliga 2005-06 pela Cimed Esporte Clube e nesta superliga sofreu uma ruptura parcial do tendão do quadríceps no joelho direito, sendo operado em janeiro de 2006 e por ano buscou sua recuperação, em 2007 anunciou a sua aposentadoria.
Quanto a sua vida fora das quadras casou-se com Tatiana, com quem teve três filhos: Gabriel, Pietra e Maria Luiza. Devido acolhida de Belo Horizonte, resolveu se estabelecer  e é onde tem  uma academia de ginástica no Bairro Nova Granada. Dedicou-se como atleta por 25 anos de após encerrar esta carreira fez planos de trabalhar como técnico. Em 2008 atuou como Assistente Técnico no Minas Tênis Clube e conquistou: vice-campeonato paulista em 2007 e 2008 e o vice-campeonato da Superliga 2007-08.Atuou como técnico da categoria juvenil também no Minas e da Seleção Mineira, sagrando-se campeão do Campeonato Brasileiro de Seleções Juvenis Masculinas da Divisão Especial 2008. Atualmente é treinador da equipe Moda/Maringá.

## Clubes
| Clube                 | País   | De   | Até  |
| Pirelli/Santo André   | Brasil | 1983 | 1992 |
| Rhodia Pirelli        | Brasil | 1993 | 1993 |
| Banespa               | Brasil | 1994 | 1995 |
| Interclínicas         | Brasil | 1997 | 1997 |
| Philco                | Brasil | 1998 | 1998 |
| Olympikus             | Brasil | 1999 | 1999 |
| Unisul                | Brasil | 2000 | 2000 |
| Telemig Celular Minas | Brasil | 2001 | 2001 |
| Cimed Esporte Clube   | Brasil | 2005 | 2006 |

## Títulos
- 1988- Campeão Brasileiro
- 1991- 5º Lugar – Liga Mundial de Voleibol (Milão,  Itália)[8]
- 1992- 5º Lugar – Liga Mundial de Voleibol (Gênova  Itália)[9]
- 1994- 5º Lugar – Campeonato Mundial (Atenas,  Grécia)
- 1997- 5º Lugar – Liga Mundial de Voleibol (Moscou,  Rússia)[10]
- 1998- 4º Lugar – Campeonato Mundial (Tóquio,  Japão)
- 1998- 5º Lugar- Liga Mundial de Voleibol (Milão,  Itália)[11]
- 2000-01- Campeão da Superliga[5]
- 2001-02- Campeão da Superliga[5]
- 2005-06- Campeão da Superliga[5]
- 2007- Vice-campeão do Campeonato Paulista[1]
- 2008- Vice-campeão do Campeonato Paulista[1]
- 2007-08- Vice-campeão Superliga[1]
- 2008- Campeão do Campeonato Brasileiro de Seleções Juvenis Masculinas da Divisão Especial[1]

## Premiações Individuais
- 1991-Melhor Bloqueador do Campeonato Sul-Americano de Voleibol Masculino
- Melhor Atacante do Liga Mundial de Voleibol 1999